# Cunersdorf (Kirchberg)
Cunersdorf ist seit 1999 ein Ortsteil der Stadt Kirchberg (Sachsen).

## Geographische Lage

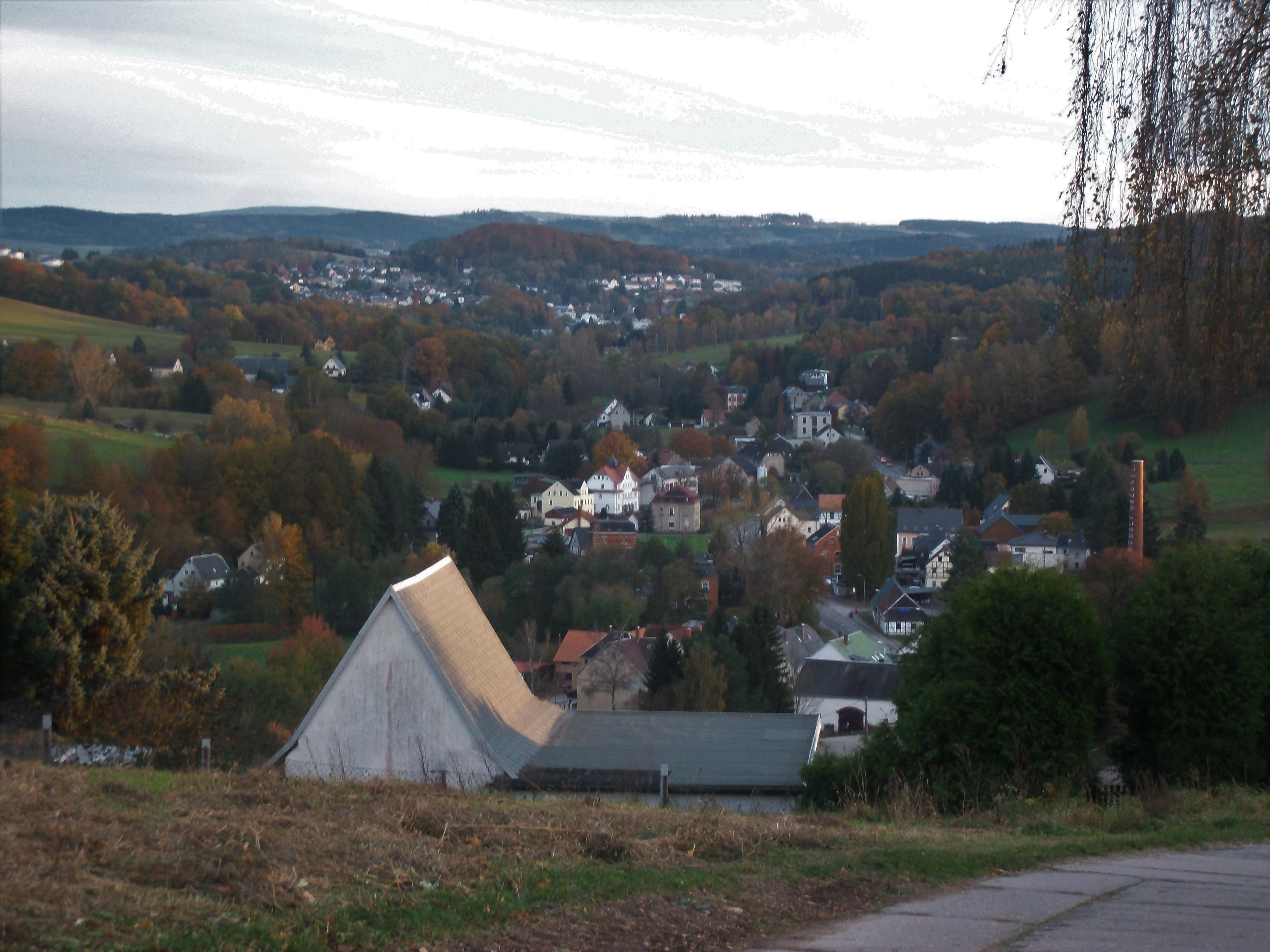
Blick von der Culitzscher Straße auf Cunersdorf

Cunersdorf liegt im Tal des Rödelbachs zwischen Kirchberg und Culitzsch. Im Ort mündet das Crinitzer Wasser in den Rödelbach.

## Geschichte

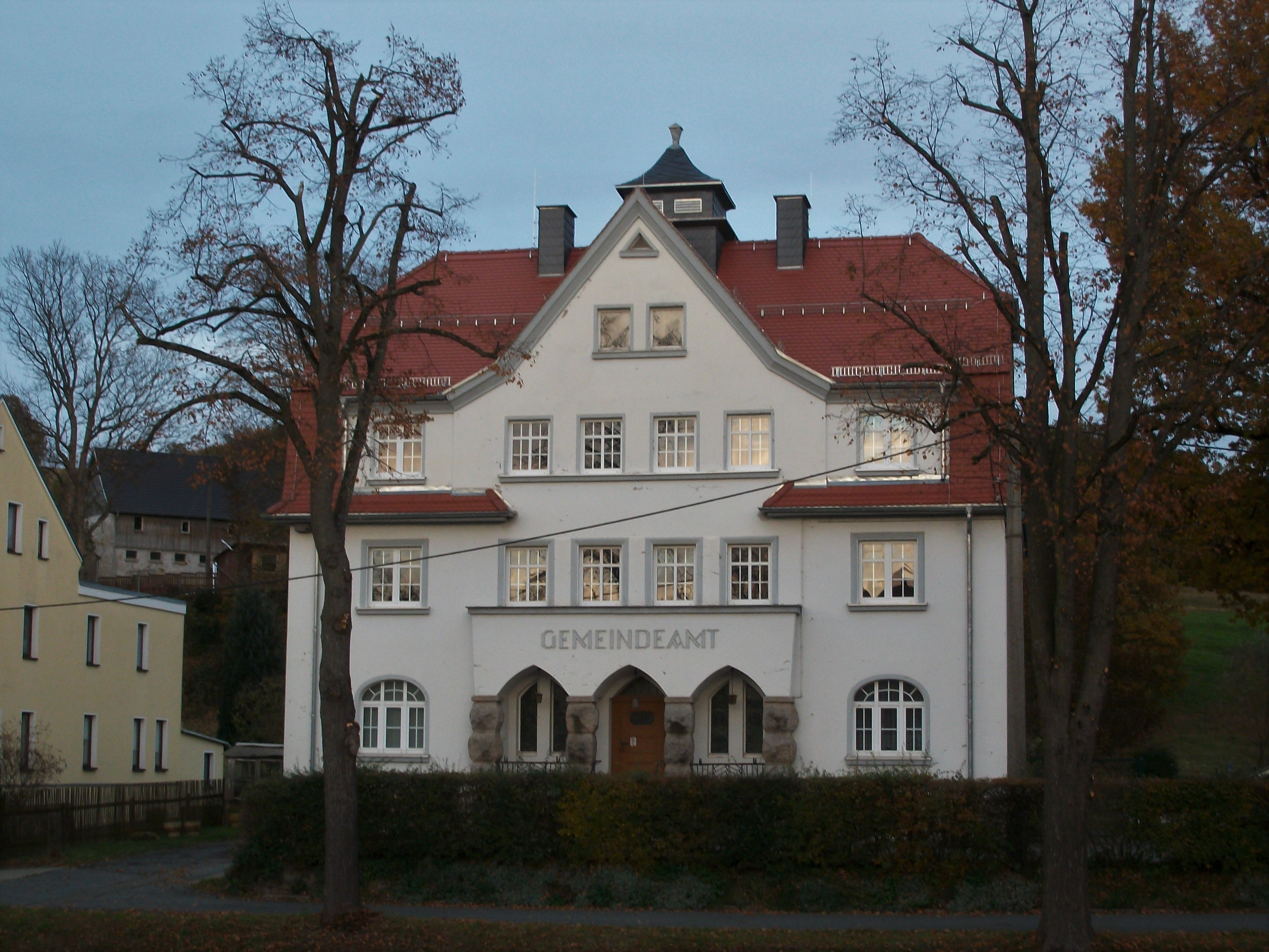
Gemeindeamt Cunersdorf

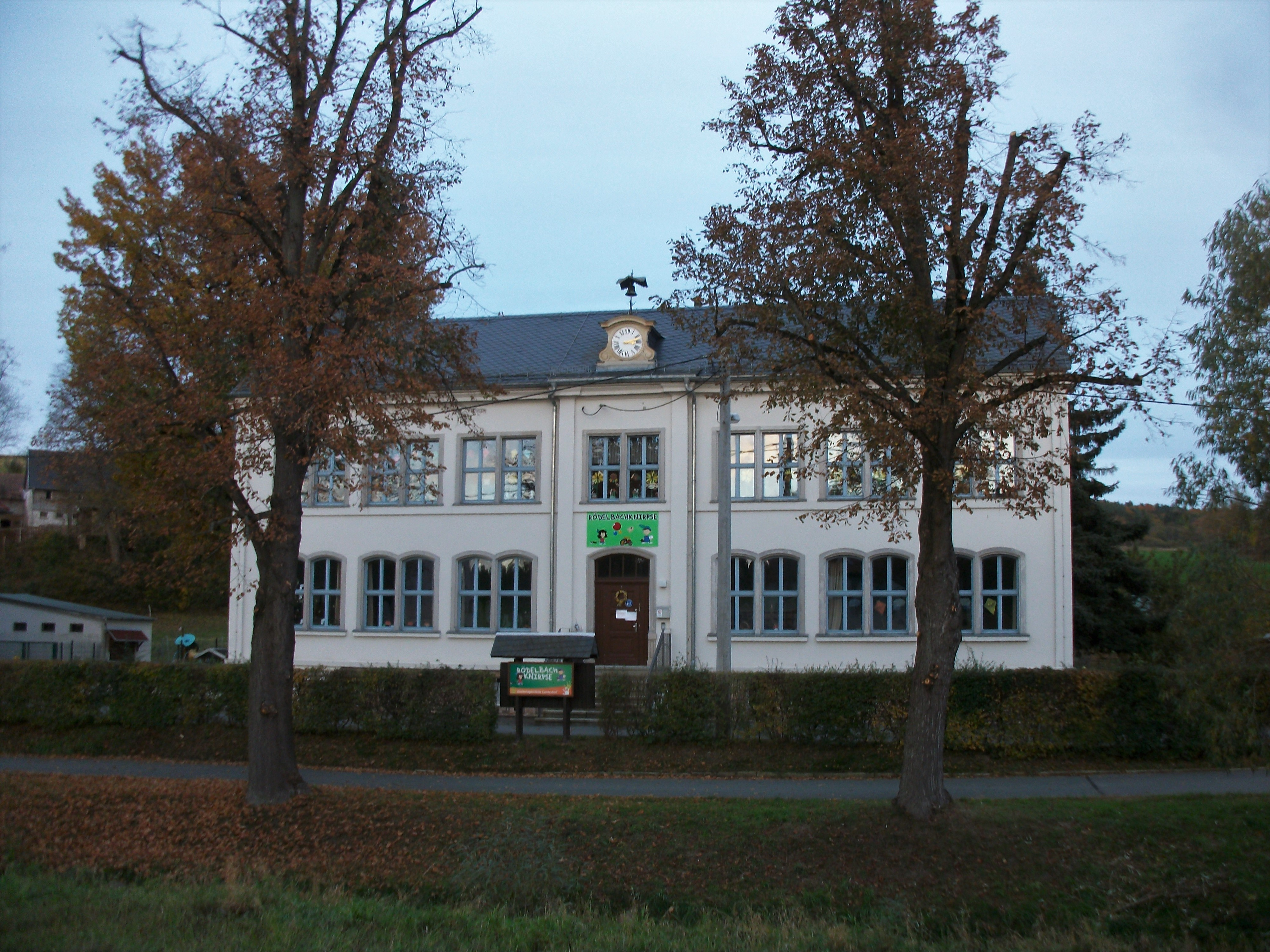
Kita Rödelbachknirpse (ehemalige Schule Cunersdorf)

Das  Waldhufendorf wurde als „Konradsdorf“ im Jahre 1180 gegründet und gehörte bis 1843 anteilig zu den Ämtern Zwickau und Wiesenburg und danach zum Amt Kirchberg. 1856 kam Cunersdorf zum Gerichtsamt Kirchberg und 1875 zur Amtshauptmannschaft Zwickau, dessen Nachfolger der Landkreis Zwickau ist. Durch die aufblühende Textilindustrie im Raum Zwickau und den Bau der Schmalspurbahn Wilkau-Haßlau–Carlsfeld nach Kirchberg erlebte der Ort Ende des 19. Jahrhunderts einen wirtschaftlichen Aufschwung.
1999 wurde Cunersdorf nach Kirchberg eingemeindet.

## Tourismus
In Cunersdorf existieren zwei Reiterhöfe. 

## Religionen
Cunersdorf gehört zur  evangelisch-lutherischen Kirchgemeinde St. Margarethen in Kirchberg.

## Verkehr
Cunersdorf liegt im Rödelbachtal an der Straße von Kirchberg nach Wilkau-Haßlau. Von 1881 bis 1973 hatte Cunersdorf Anschluss an die Schmalspurbahn Wilkau-Haßlau–Carlsfeld. Der Ort besaß einen Bahnhof (seit 1922) und einen Haltepunkt an der Bahnstrecke.  